# 钟竹筠、韩营、颜卓三烈士墓
钟竹筠、韩营、颜卓三烈士墓，位于中国广东省湛江市遂溪县遂城镇傍塘村，为遂溪县的一个县级文物保护单位，类型为近现代重要史迹及代表性建筑，公布时间为1985年12月27日。
钟竹筠、韩营、颜卓三烈士墓的历史年代为现代。